# 明城镇 (佛山市)
明城镇，是中华人民共和国广东省佛山市高明区下辖的一个乡镇级行政单位。

## 行政区划
明城镇下辖以下地区：
明城社区、明东村、明南村、明西村、明北村、明阳村、光明村、崇步村、潭朗村、新岗村、苗迳村、罗稳村、坟典村、石塘村。